# Уцера
Уцера (груз. უწერა) — село в Грузии, на территории Онского муниципалитета края (мхаре) Рача-Лечхуми и Нижняя Сванетия.

## География
Село находится в северной части Грузии, на берегах реки Риони, на расстоянии приблизительно 6 километров (по прямой) к северо-востоку от города Они, административного центра муниципалитета. Абсолютная высота — 1030 метров над уровнем моря.

## Население
По результатам официальной переписи населения 2014 года, в Уцере проживало 260 человек (124 мужчины и 136 женщин). В национальной структуре населения грузины составляли 99,6 %, поляки — 0,4 %.
| Год  | Население, человек |
| ---- | ------------------ |
| 2002 | 412                |
| 2014 | ↘ 260              |